# Миноносцы типа «Улучшенный Сунгари»
Миноносцы типа «Улучшенный Сунгари» — Строились на Охтинской верфи в 1900—1902 гг. по чертежам миноносца «Сунгари». В отличие от прототипа имели иную конструкцию корпуса и котлов. Предназначались для службы на Дальнем Востоке. Входили в отряд контр-адмирала Вирениуса. В связи с начавшейся русско-японской войной были возвращены на Балтику.

## Список миноносцев серии
| Название | Завод           | Спущен на воду | Вступил в строй | Судьба |
| -------- | --------------- | -------------- | --------------- | --- |
| № 212    | Охтинская верфь | 09.1901        | 10.1902         | Захвачен в Гельсингфорсе финскими белогвардейцами 13.04.1918 г. В 1922 г. возвращен РСФСР и сдан на слом. |
| № 213    | Охтинская верфь | 26.10.1901     | 10.1902         | Сдан на слом 18.05.1926 г.                                                                                |